# アースライト ルナ・ストライク
『アースライト ルナ・ストライク』 (EARTH LIGHT LUNA STRIKE) は、1996年7月26日に日本のハドソンから発売されたスーパーファミコン用戦略シミュレーションゲーム。
同社の『ネクタリス』（1989年）および『アースライト』（1992年）の流れを汲む作品である本作は、宇宙へ移住した人類による組織「統一機構」と地球に留まっている人類による組織「地球連邦」との抗争を題材としている。作中のBGMは、殆どがクラシック音楽をアレンジした物が使用されている。
開発は工画堂スタジオが行い、プロデューサーは同社の『ダンジョンエクスプローラーII』（1993年）を手掛けた堀尾孝文および『スーパーシュヴァルツシルト2』（1992年）を手掛けた永井知彦が担当、音楽はトミーより発売された『アクセルブリッド』（1993年）を手掛けた黒岩東彦およびエニックスより発売された『ガイア幻想紀』（1993年）を手掛けた川崎康宏が担当、メカニック・デザインは大河原邦男が担当している。
1997年12月1日にはニンテンドウパワー対応ソフトとして発売された。

## 概要
プレイヤーは統一機構軍の指揮官として地球連邦軍と戦うことになる。ゲームは用意されたシナリオに沿った戦闘マップを1つずつ勝利していくことで進行する。
全6章で構成されているものの、第5章で特定の条件を満たすことにより第6章に進むことができる。（第5章で終了した場合のエンディングは所謂バッドエンドである）。第6章は二通り存在し、第5章でとった行動によりどちらに進むかが決定し、それぞれに異なるエンディングが用意されている。各章ごとに演習用マップが用意されており、ここで訓練や司令官のレベルアップができる。
ユニットの生産という概念はなく、あらかじめ用意されたユニットを活用してマップを攻略していく。また中立ドックが存在するマップでは、敵より早くドックを制圧することで、ドックに収容されている兵器を自軍に追加することができる。シナリオが進むにつれ主人公たちに専用機が与えられ、専用機の改修機も登場する。
マップクリア後は攻撃力・防御力が増す通常勲章が贈られ、通常と違った戦い方をした場合には特殊勲章も贈られる（勲章はいずれも任意のキャラクターに授与が可能）。そのほか一定条件を満たすことでキャラクターに称号が与えられる。
各マップが新登場ユニットの紹介・活用法を兼ねたチュートリアル的な側面を持つため、初心者でもハードルは高くない。
前作『アースライト』とは違い、ロボットやその他の兵器はリアルタッチで描かれる。メカニックデザインは大河原邦男。スタッフロールにおけるスペシャルサンクスの項において、サンライズ社がクレジットされている。

## ゲーム内容

### システム
ゲーム進行はターン制。自軍すべてと敵軍すべてが交互に全軍の行動を行い、勝敗が決するまでこれを繰り返す。
マップのマス目は、ヘックスと呼ばれる蜂の巣状に並んだ六角形のマスとなっている。指揮効果（ユニットリーダーの指揮による影響）、地形効果（ユニットの戦闘力が地形による影響を受ける）、支援効果（近接する味方からの援護攻撃による影響）、包囲効果（敵の周囲を味方または味方のZOCで囲むことによって、敵の防御力を半減させる効果）、ZOCの概念など、ウォー・シミュレーションゲームの基本的な仕組みが採用されている。
ユニットの武装は「白兵」「対艦」「機動」「爆撃」の4系統に分かれる。防御側は攻撃側が仕掛けた攻撃と同系統の攻撃でしか反撃できないため、ユニットの特徴・相性を活かした運用がポイントとなる。また各指揮官の専用機体にはそれぞれ特殊な武装や能力があり、それらを効果的に使用すれば戦況を一変させることも可能である。
補給の概念はないが、機動兵器や巡洋艦は制圧したドックに収容することで耐久力・戦闘力を回復できる。各ユニットには士気値が設定されており、士気値がたまると攻撃力・防御力が上がっていくことから、損害を受けたユニットは全滅する前にドックへ収容することが望ましい。
指揮官ユニット以外のユニットは持ち越せないが、パイロットは継続して成長する。パイロットの成長により、指揮効果の範囲が増えるなどユニットの能力に影響する。指揮官ユニットもゲームの進行に応じて改修されパワーアップする（イアソン、カストール、ゼートスは無条件。他の機体は司令官のレベルや敵機撃破数が条件となる）。

## 設定

### ストーリー
人類が宇宙へ進出してから3世紀以上が過ぎ、既に総人口の約半数にあたる人口が宇宙へと移住していた。移住者は資源供給や経済流通などを地球に頼らざるを得ず、その実情は世界連邦政府機関『地球連邦』の操り人形とかわりなかった。だが火星開発が軌道に乗り始め、宇宙での資源確保が容易になり始めると、地球連邦は移民者の連邦離れを阻止するために宇宙開発の放棄を強要する。
やがて、反地球連邦派の社会運動家ヤズィク・ストルーヴェの導きで、移住者たちの自治政府『統一機構』が誕生する。ストルーヴェを中心とする統一機構の基本理念は、人類の生活圏をすべて宇宙に移し、地球を自然へ返還することであった。だが、その理念に基づく彼らの主張は、地球を中心に生活圏の統一を図る地球連邦を否定するものであった。
そしてNF0090年5月、統一機構が地球連邦からの完全独立を宣言すると、これを認めない地球連邦は軍事行動を開始する。

### 登場勢力
太陽系統一機構連邦（統一機構）
地球連邦の横暴な圧力に反発した宇宙移住者が『月・コロニー共同体』を母体として、NF0089年10月に発足させた自治政府。本部は月に置かれている。ゲーム開始時点で月、火星圏、金星圏、ラグランジュ1～4を勢力下に置いている。国力においては敵対勢力である地球連邦に圧倒的に劣る。ヤズィク・ストルーヴェの提唱した「地球からの全人類退去」を基本理念としているが、金星のヴィーナス共和圏（共和金星）は地球連邦からの独立は望みつつも人類の生活を支える中央機関を地球に残すべきと主張しており、金星圏以外でも約3割の人々が『反退去派』を名乗って基本理念に反対しているなど、一枚岩の組織ではないようである。
アルテミス艦隊
プレイヤーが操作する部隊で、地球連邦と統一機構間の紛争突入を見据えて開戦直前のNF0090年3月に編成された。兵器や人材を間に合わせでかき集めてきたため、ゲーム開始時点での戦力は統一機構の他の艦隊に比べて遥かに劣るが、物語が進むにつれて優秀な人材や最新鋭の兵器が配備され戦力が拡充されていく。
タイタン艦隊
統一機構軍艦隊。スペースステーションα7宙域における戦闘で、アルテミス艦隊に援護砲撃をしてくれる。後にアルテがこの艦隊からアルテミス艦隊に転属してくる。
フォボス艦隊
統一機構軍艦隊。キディがこの艦隊からアルテミス艦隊に転属してくる。
エリヌス艦隊
統一機構軍艦隊。金星宙域において地球連邦軍士官ダーク・クーゲル指揮下の部隊と交戦し、苦戦する。アルテミス艦隊が援護に駆けつけるも時既に遅く、全滅していた。
内太陽系連合議会連邦（地球連邦）
地球を中心として宇宙移民を含んだ人類社会を統括してきた統一政府。前作『アースライト』においてプレイヤー側の勢力として登場した『連邦』と同一の存在と思われる。本部は現実の地球におけるフランスにあたる位置に存在する。ゲーム中の世界観においては、人類の約半数は宇宙へと移住しているが、宇宙移民が資源供給や経済流通を地球に依存せざるをえない状況にあることを利用し、宇宙移民に横暴な圧力をかけ続けてきた。このことが後に宇宙移民の自治政府『統一機構』が発足し連邦との間で紛争が勃発する背景となる。軍部においては、デック・クヌーセンやティモ・トルキのような無能な人物が幅を利かせており、ダーク・クーゲルら良識派の士官による進言は全て無視されている。また、統一機構に属する宙域を一方的に武力制圧したり、民間人が数多く居住するスペースコロニーを破壊しようとするなど、過激な作戦をしばしば断行している。国力においては統一機構に対して圧倒的優位に立っている。
ヴィーナス共和圏（共和金星）
金星圏を統治する自治政府。代表はパルミッロ・マラー。当初は統一機構に加盟していたものの、統一機構の基本理念「地球からの全人類退去」には反対の意を示しており、地球連邦からの独立は望みつつも人類の生活を支える中央機関を地球に残すべきと主張している。統一機構軍のアルテミス艦隊がスペースステーションα7攻略作戦を実行している最中に地球連邦と極秘に不可侵協定を結んでおり、統一機構内部で勃発したクーデターの鎮圧直後に統一機構からの脱退を表明。後に地球連邦と攻守同盟を締結して統一機構に宣戦布告し、秘密裡に建造していた最終兵器「ゴリアテ」にて統一機構に決戦を挑む。
統一機構反退去派
統一機構の勢力下にありながら、統一機構の掲げる基本理念「地球からの全人類退去」には反対していた一派。統一機構軍のスペースステーションα7攻略作戦完了直後にクーデターを起こす。なお、このクーデターにより、別の作戦宙域に展開していたほかの艦隊も統一機構から離反しており、アルテミス艦隊と交戦することとなる。

### 用語
新暦(NF)
作中の時代において使用される暦。
西暦2282年2月に発生したハウフーカノ彗星崩壊によりスペースコロニーに破局的被害が発生して以降頓挫していた宇宙開発が、2336年4月に再開したのと時を同じくして、西暦は新暦へと改暦された。
なお、NFが何の略であるかについては説明されていない。
アースライト戦役
西暦2225年8月に勃発した戦争。
ファクトリーと呼ばれる開発小惑星を利用したスペースコロニーの一つ「ガルト」の統治官アーリマン・アヴェスターが自らを皇帝と称し、「ガルト帝国」と名乗って独立を宣言するとともに他のファクトリーへの侵略戦争を開始。数週間にして5つのファクトリーを占領したガルト帝国は地球政府に対し降伏を迫るも、ガルト軍の攻撃を免れた各ファクトリー軍は「反ガルト連邦」をつくり、ガルト帝国に対して反攻を開始する。最終的に反ガルト連邦軍によりガルト軍の最終兵器「バビロン」が撃破され、ガルト帝国の敗北と言う形で戦争は終結するも、皇帝アーリマン･アヴェスターは消息不明となった。
前作『アースライト』で描写された戦争であり、前作の遥か未来の時代を描いている本作においてもアースライト戦役についての言及が度々ある。
オリュンポス
火星の地表に建設された、火星開発の拠点となっているドーム都市。火星圏最大の都市である。統一機構の勢力下にあるが、第2章において連邦軍の攻撃を受け、窮地に立たされる。
スペースステーションα7
地球連邦軍の宇宙要塞。地球連邦軍最大の要衝であり、「最も堅固な要塞」として知られる。作中の時代において最強の兵器であるエネルギードライバー・ギガントを2基搭載し、その陣容はまさに難攻不落と言える。第3章において、統一機構軍と地球連邦軍の間で熾烈な攻防戦が展開される。
ガルーダ重工
地球に存在する軍事企業で、地球連邦軍に兵器を供給している。インドシナ半島にガルーダ重工の兵器工場が存在し、地球連邦軍への兵器供給を経つため、地球に降下したアルテミス艦隊の作戦目標となる。兵器工場内にはヘーラー列車砲等の防衛兵器が多数配備されており、地球連邦軍が駐留しているなど、さながら要塞の様相を呈している。なお、会長のルエル・リボーを父親に持つテッドによると、この兵器工場はかつては非合法な生体研究を行う施設だったらしい。また、リボーはデュノアグループの総帥でもあるが、どのような組織であるかは作中で語られない。
攻撃衛星FAS-328ゲティスバーグ
衛星軌道上を周遊する人工衛星。もともとは地球連邦の誕生と時を同じくして打ち上げられており、核爆発のエネルギーを用いるXレイ-レーザー砲を装備している。
何らかの理由により稼働中のママ放棄されていたが、第5章において地球にアルテミス艦隊が降下した時点で統一機構の制御下にあり、偽情報により地球連邦軍を誘い出し、Xレイ-レーザー砲で一掃するという作戦が決行される。
ゲーム中では、上述の作戦を実行するマップにおいてのみメニュー画面で「衛星攻撃」コマンドを選択することができ、マップ中に示される範囲に存在する全ユニットに大ダメージを与えることができる。ただしエネルギーの充填に時間がかかるため、1度しか使用することができない。
超巨大戦艦ゴリアテ
共和金星が秘密裡に建造していた最終兵器で、第6章において地球連邦・共和金星連合軍との最終決戦の舞台となる。

## キャラクター

### 統一機構軍

#### 指揮官
アキラ・スドウ (Akira Sudo)
【性別：男 / 年齢：21歳 / 人種：日系 / 専用機：イアソン】
本作品の主人公。茶髪のショートカットの青年。登場時の階級は准尉。
気が強く負けず嫌いで、自分が正しいと思ったことは余程のことがない限り引かない頑固な面もある。そのため口論となることもあるが、基本的には単純明快なので怒りは長引かない。プライベートではレーシングチームに所属しており、ラグランジュ1のエル・ドラドコロニーには彼の愛車が保管されている。戦場全体を把握するよりは、目の前の敵をとにかく叩いていく戦いかたを好む。攻守にバランスの取れた機体が性に合う。
戦術マップ開始前の戦術解説においては、無鉄砲な作戦を提案しては、よくディアナやテッドに却下されていた。物語が進むにつれて精神的に成熟し、物語の後終盤では適切な作戦案を進言したり、ディアナを宥める場面もある。
ゲーム内では、全てのパラメータが平均して高く、とりわけ機動攻撃力に秀でる。どのような部隊を任せても活躍が見込める。また、本作品では指揮官機が撃墜されると70%の確率で負傷し、次のマップを攻略するまで離脱を余儀なくされるが、主人公であるアキラは撃墜されても負傷離脱せずに次マップに出撃することができる。
ディアナ・コッサ (Diana Cossa)
【性別：女 / 年齢：18歳 / 人種：イタリア系 / 専用機：カストール】
本作品の準主人公格を務める女性士官。ストレートロングの茶髪と青い目が特徴である。登場時の階級は准尉。アキラとは同期士官にあたり、アルテミス艦隊にも同時期に配属される。
楽観的で人懐っこく、誰からも好かれるが、おてんばで物怖じしない話し方から結構キツく見られる。慎重な行動よりは、敵に切り込んで攪乱する戦法を得意とする。ダメージを受けなければ大丈夫という考え方から、装甲を削ってでも機動性に優れたユニットを好む。
ガイドブックではアキラとの関係は「恋仲？」と記載されており、キディにちょっかいをかけられるアキラに対して不機嫌を顕わにする。
ゲーム内では、同じくゲーム開始時から配属されているアキラやテッドに比べ初期能力値が低め。艦船・白兵攻撃力に優れる反面、機動攻撃力は控えめに、爆撃攻撃力・防御力はかなり低く設定されている。アキラと同様に撃墜されても負傷離脱しない。
テッド・カーティ (Ted Curti)
【性別：男 / 年齢：20歳 / 人種：イギリス系 / 専用機：ゼートス】
本作品の準主人公格。オールバックにした金髪と青いが特徴の男性士官。登場時の階級は准尉。アキラとは同期士官にあたり、アルテミス艦隊にも同時期に配属される。
気取り屋で軽薄だが、クールでニヒルだと本人は思っている。割と自信家である。天才的にひらめくこともあるのだが、説明書やガイドブックによる彼の解説によると「成功に結びついたことはあまりない」とのこと。暇になると仲間とともに街に繰り出して、女の子をナンパしている。雰囲気のよいバーやディスコなどの情報には詳しい。基本に忠実かつ、いざというときの保険も忘れない堅実な戦いをする。
戦術マップ開始前の戦術解説では、無謀無策な作戦ばかりを提案するアキラとは対照的に、プレイヤーがマップ攻略にあたって実行すべき的確な作戦を提案する。ただし、敢えてテッドの提案を無視した行動を行うことが特殊勲章の獲得条件となっているマップも多い。
デュノアグループ総帥にしてガルーダ重工会長でもあるルエル・リボーは彼の父親であるらしいが、ガルーダ重工で命を弄ぶような研究を行わせている父親を憎悪している。実は彼の出生には秘密があり、終盤で特定の条件を満たしているとそれが明らかになる。
ゲーム内では、白兵攻撃力のみやや劣るものの、それ以外の能力は平均的に高く、とりわけ防御力・爆撃能力に秀でる。専用機であるゼートスの能力もあいまって、守勢の戦いや爆撃ユニットが多く配置されるMAPで能力を発揮しやすい。アキラと同様に撃墜されても負傷離脱しない。
ジャンヌ・サガン (Jeanne Sagan)
【性別：女 / 年齢：23歳 / 人種：フランス系 / 専用機：アイトラー】
ゲーム序盤にて統一機構軍月本部からアルテミス艦隊に転属してくる。銀髪の長い髪を編んでいる。瞳の色は青い。統一機構軍制服の左腕部分にパーソナルマークがあり、稲妻と「J」のイニシャルがあしらわれている。登場時の階級は大尉。
控えめな性格をしている。戦況を分析し、的確な戦術を取るが、自分の判断を優先するため、個人技に走る傾向がある。
統一機構と地球連邦の紛争が起きる前までは、舞台女優として知られていた。10歳のときに内気な性格を直すように両親の勧めで演劇を始め、プロとして初めて舞台に立ったのが火星のドーム都市オリュンポスであった。そのためオリュンポスには強い思い入れを持ち、地球連邦軍のオリュンポス攻撃に対する防衛作戦において出撃を嘆願する。
ゲーム内では、白兵攻撃力のみが突出して高く、それ以外の能力は低い。特に機動攻撃力が致命的に低く、レベルが上がっても全く成長しない。また、唯一高い白兵攻撃力も後にディアナやアルテには追い抜かれる。しかし、専用機アイトラーの特殊能力が強力であるため、活躍の機会は多い。
オットー・ゲッツ(Otto Gotz)
【性別：男 / 年齢：37歳 / 人種：ドイツ系 / 専用機：アルカス】
ゲーム序盤にて統一機構軍月本部からアルテミス艦隊に転属してくる。金髪のオールバックだが、前髪がやや後退している。瞳の色は青い。登場時の階級は中尉。
強面故周囲から距離を取られがちだが、彼を良く知るものは、義理堅く素朴な人柄に感銘し、頼りにさえしている。経験に基づき、戦況判断の上最良と思える戦術をとる。サッカーのミッドフィルダー的役割を担うことが多い。広範囲にサポート可能なユニットを好む。
要塞攻略戦のエキスパートであり、敵の要塞が出現するマップに出撃させると、攻略のアドバイスを聞くことができる。
ゲーム内では、加入直後には他の指揮官と比して高めのレベルと初期能力を持つため即戦力となる。機動攻撃力と防御力が高めで、反面白兵攻撃力が低くレベルが上がっても成長しない。
専用機は広い攻撃範囲を持つものの攻撃前の移動が出来ない為、慣れない内は扱いに悩むが、特殊能力は広い射程、やや高めの攻撃力、移動後の使用可能と弱点を充分に補える。特に他司令官のアシストに回すことにより真価を発揮する。最終形態は移動後攻撃も可能となり、攻撃・防御・射程全てに優れる大器晩成型。
レンテ・ブラーフ(Lente Vlaax)
【性別：女 / 年齢：19歳 / 人種：オランダ系 / 専用機：ティカネテ】
ゲーム中盤にてラグランジュ4防衛部隊からアルテミス艦隊に転属してくる。金髪をポニーテールにしている。瞳の色は青い。統一機構軍制服の右腕部分にパーソナルマークがあり、逆三角形のようなマークと「L」のイニシャルがあしらわれている。登場時の階級は中尉。
明るく天衣無縫な性格で、ムードメーカー的存在となっている。よく気がつき、何かと世話を焼いている。母親譲りで料理のレパートリーが多い。戦闘においては支援に回ることが多く、こちらから攻撃を仕掛けることには抵抗感があるようである。
ラグランジュ4は非戦闘区域であったため、アルテミス艦隊への転属時点で彼女には実戦経験がなかったが、足手まといにならないよう努力している。戦争で親を失った子供が増え続けていることに心を痛めており、そうした子供たちを増やさないため、戦争の早期終結を願っている。民間人を巻き込む地球連邦軍の作戦には怒りを顕わにするが、そうした作戦を命令する連邦軍士官とも話し合えば分かり合えると信じている。
ゲーム内では、実戦経験がないという設定を反映してか、加入時点でのレベルが他の指揮官と比して低い。艦船攻撃力・防御力に優れるが、機動・白兵攻撃力が致命的に低く、レベルが上がっても全く成長しないため、指揮官としての運用は困難を極める。
ヤス・ムゾレワ(Iyasu Muzorewa)
【性別：男 / 年齢：24歳 / 人種：ナイジェリア系 / 専用機：ボクデン】
隠しキャラクター。ゲーム中盤にて特定の条件を満たしていると、補給部隊からアルテミス艦隊に転属してくる。統一機構軍制服の右腕部分にパーソナルマークがあり、「武」の一文字と日本刀があしらわれている。登場時の階級は少佐。加入の条件はキディと比較して緩く、条件を知っていれば容易に加入させることができる。
子供の頃に「剣鬼・宮本武蔵」を見て以来、武士道にとりつかれる。剣道は免許皆伝の腕前。「武士たる者みだりに口を開くべからず」との考えから、基本的に無口でいつも無愛想。剣に己の全霊を委ねるべく、搭乗機に防御用装備をつけることを嫌う。優れた戦術家で、部下に対する命令も的確。
アルテミス艦隊の戦いぶりを見て彼の中の武士の血が騒ぎ出し、実戦を求めて補給部隊からアルテミス艦隊への転属願いを出す。「守る方に意識がいけば攻撃が疎かになる」との考えから、配属と同時に配備された専用機ボクデンから極限まで装甲を取り払うようわざわざ注文する。この際説得に当たった機構軍士官に対し「ミサイルは全て切り払うので心配は無用」と一蹴するが、「ビームの場合はどうするのか」と訊かれると答えに窮し、相手を呆れさせる。
ゲーム内では、白兵攻撃力が非常に高い反面、機動・艦船攻撃力は平均未満であり、爆撃攻撃力は皆無に等しい。防御力も全指揮官の平均程度にはあるが、専用機ボクデンの防御値が0であるため、一回の被ダメージが致命傷となりやすい。移動力も乏しく、ディアナ・アルテの様な移動力を生かした積極的な運用も出来ない。
余談だが、開発を担当した工画堂スタジオが後に発売したゲーム「シュヴァルツシルトF 光の邂逅」では「ヤスムゾレワ星系」という名前の星系が登場するという遊びが見られる。
アルテ・カザルス(Arte Casals)
【性別：女 / 年齢：28歳 / 人種：スペイン系 / 専用機：アエーマ】
ゲーム中盤にてタイタン艦隊からアルテミス艦隊に転属してくる。浅黒い肌とウェーブのかかった長い髪が特徴的な女性。瞳の色は青い。統一機構軍制服の右腕部分にパーソナルマークがあり、「A」のイニシャルがあしらわれている。登場時の階級は大佐。
竹を割ったようなあっけらかんとした性格。攻撃的でよく人に食って掛かるが、自分に非がある時はきっぱりと認める。年下の女性からはお姉さん的な存在として慕われている。運動が得意なだけでなく、ユニットを操ることにも長ける。積極的な性格なので、じっと待つよりはこちらから打って出る作戦の方が得意。
父である統一機構軍士官ガルシア・カザルスが地球連邦軍士官ティモ・トルキの卑劣な騙し討ちにより死亡している。そのためティモを憎悪しており、彼女とティモを戦闘させると会話イベントが発生する。母親は存命であり、戦争終結後には母親と二人で暮らすことを望んでいる。
ゲーム内では、機動・白兵攻撃力に優れる反面、艦船・爆撃攻撃力・防御力は低め。
キディ・ティレル(Kiddie Tyrrell)
【性別：女 / 年齢：22歳 / 人種：イギリス系 / 専用機：メーデイア】
隠しキャラクター。ゲーム中盤にて特定の条件を満たしていると、フォボス艦隊からアルテミス艦隊に転属してくる。金髪のショートボブヘアの女性。瞳の色は金。身長が他のキャラクターよりも一回り低く、童顔な顔立ちや言動もあいまって年齢に比してかなり幼く見える。統一機構軍制服の右腕部分にパーソナルマークがあり、黄色の星型を枠で囲ったようなマークとなっている。登場時の階級は大将。
感情の起伏が激しく気まぐれな上、飽きっぽいため一つのことを続けるのが苦手である。生後2ヶ月の猫と一緒に暮らしている。戦術もその場の雰囲気で決定し、臨機応変と言えるが、その実は感情に任せた好き勝手な戦いと言える。天才肌で、その一方、どんなタイプの兵器も一通り使いこなすことができる。
「アキラといると楽しそうだから」という理由でフォボス艦隊からアルテミス艦隊に転属する。アキラには好意を抱いているらしく、やたらとちょっかいを出す。彼女のセリフの語尾にはハートマークがつくことが度々ある。戦闘中には、戦争をゲームのように楽しんでいるかのような発言が多い。
困難な加入条件、尊大な物言い、大将という高い階級に反し、ゲーム内での初期パラメータは機動・艦船・白兵・爆撃攻撃力が1、防御力に至っては0であり、いずれも最低値。しかしレベルアップ毎の能力上昇が凄まじく、成長すればほぼ全ての能力がカウンターストップまで上昇する。さらに最初から階級が大将であるため加入時点で指揮範囲が最大となっており、強烈なパラメータ補正を指揮下のユニットに活かしやすい。専用機メーデイアも異常な性能を持ち、彼女が加入しているか否かで後半の難易度が変化すると言っても過言ではない。
セルゲイ・ジマー(Serugey Zima)
【性別：男 / 年齢：52歳 / 人種：ロシア系 / 専用機：ガラー】
退役軍人であったがゲーム終盤にて復役し、アルテミス艦隊に転属してくる。白髪と白い髭が印象的な老齢の男性。登場時の階級は中佐。
その風貌から「ホワイトゲイル（白鯨）」の二つ名を持つ。毎年の新人研修を受け持っており、アキラとテッドも研修を受けたことがある。訓練中は非常に厳しく、大声で怒鳴り散らしているが、普段は階級の隔てなく人と接する。豪放磊落な軍人職人。その戦術は老獪で、経験によって積み重ねられた戦術は誰にも真似ができない。
ゲーム内では、艦船・爆撃攻撃力・防御力が高めで、その他の能力は低め。また、老齢のためかレベルアップしても能力の上昇値が低い。

#### その他の人物
統一機構軍士官
アルテミス艦隊のサポートを行う士官。ガイドブックによると「名前は設定されていない」とのこと。
戦略マップにおいて作戦成功確率の分析結果を報告したり、指揮官機が配備あるいは改修された際に機体の解説をしたりしてくれる。また、HU兵器に搭乗して戦場に出ることもある。
ヤズィク・ストルーヴェ(Yazyk Struve)
反地球連邦派の社会運動家にして、統一機構最高顧問でもある人物。宇宙移住者が地球連邦により操り人形とされ厳しい立場におかれていた時代に「人類は生活圏を全て宇宙に移し、地球を自然へ返還すべきである」とする思想を発表し、多くの宇宙移住者の支持を得た。後にこの思想を基本理念とする統一機構が発足するとその最高顧問に就任する。
統一機構軍のスペースステーションα7攻略作戦の完了直後に反退去派によるクーデターが勃発し、反退去派によって拉致・監禁され、アルテミス艦隊による救出作戦が決行されることとなる。作中で姿を見ることはできないが、アキラによると「オッサン」とのこと。

### 地球連邦軍
ティモ・トルキ(Timo Tolkki)
【性別：男 / 年齢：35歳 / 人種：イギリス系 / 専用機：エウロギア】
地球連邦軍士官。ブラウンの髪と口髭を持つ小太りの中年男性。ダーク・クーゲルの上官にあたり、「策謀の雄猪」の二つ名を持つ。登場時の階級は少将で、後に中将を経て大将となる。
狡猾で小心な性格をしており、軍の階級と言う権威にすがってしか尊大な態度をとることができない。いつも策を練り、人を出し抜こうとする。自分の失策は部下に押し付けようとする上、部下を危険な前線に向かわせ、自分は後方の安全な位置から動こうとせず、その上ピンチになるとすぐに撤退する。成人するまで甘やかされ、望むことは何でもできる環境にいたため、趣味の幅は広く、特にピアノの腕は超一流。映画鑑賞も好きでヒッチコックのファンである。
一貫して暗愚な人物として描かれるものの、ゲーム内では全てのパラメータが非常に高く、難敵としてアルテミス艦隊の前に幾度となく立ちはだかる存在である。
ダーク・クーゲル(Dark Kugel)
【性別：男 / 年齢：26歳 / 人種：ドイツ系 / 専用機：ズィーク】
地球連邦軍士官。整った顔立ちとウェーブのかかった金色の長い髪が特徴的な美青年。ティモ・トルキの部下にあたり、「氷刃の貴公子」の二つ名を持つ。登場時の階級は大佐で、後に少将となる。
己の信念に忠実で、それを曲げることは絶対にしない。融通が利かず厳しいところはあるものの、部下の信頼は厚い。普段は冷静だが、激昂すると熱くなるほか、運命論者的なところもある。戦術的には全ての面で優れており、常に陣頭に立ち冷静かつ的確に戦況を見極め、部下に指示を飛ばす。また引き際の見極めにも優れており、彼の部隊は生還率が高い。母親に手ほどきを受け、幼い頃から油絵を描き始めた。現在も暇を見つけては人物画を描いている。
統一機構軍の火星防衛作戦実行中に機構軍の艦隊を三つも壊滅させ、機構軍にとっては畏怖の対象となっている。地球連邦の在り方に疑問を覚えつつも、祖国への忠誠と戦士としての誇りを胸に、幾度となくアルテミス艦隊の前に立ちはだかる。
ゲーム内では、全能力が極めて高く、特に白兵攻撃力は後半のマップで登場する際にはカウンターストップ寸前の数値となっているほどであり、防御力の高い指揮官専用機であろうと無傷の状態から一撃で撃墜されてしまうことも珍しくない。専用機ズィークの防御力は要塞ユニットをも上回った全登場ユニット中最高の数値となっており、正攻法ではまともなダメージすら与えられない難敵である。また、終盤において、二つ存在するエンディングのどちらに進むかの鍵を握る人物でもある。
ハイマン・レーダーバーグ
地球連邦最高幹部会代表。統一機構軍のスペースステーションα7攻略作戦の最中に共和金星代表パルミッロ・マラーから突如会合の申し入れを受け、α7内で会合を行い、共和金星との間で不可侵協定を結ぶ。
デック・クヌーセン
地球連邦軍統合参謀長官。統一機構軍が地球大気圏に突入し、地上での本土決戦となることを危惧した多くの連邦軍士官から進言を受けていたが、それら全てを一笑に付していた。後に本土決戦は現実のものとなり、それを後悔することとなる。ガイドブックでは『ディック・クヌーセン』と表記されている。

### 共和金星
パルミッロ・マラー
共和金星代表。地球連邦との秘密協定の締結や、統一機構内の反退去派のクーデター煽動等に暗躍する。ガイドブックによるとヤズィク・ストルーヴェとは師弟関係にあると記載されているが、どちらが師でどちらが弟なのかは記載されていない。

## ユニット
マルスやアテナなど、神話、伝承の神や怪物に由来した名称が多い。専用機以外は統一機構軍、地球連邦軍に共通のユニットである。前作とは違いユニット制ではなくHPが設定されており、被害状況で攻撃力が減少する。

### 機動兵器ユニット
ロボットや宇宙戦闘機。戦闘の主力となるユニット。白兵・遠距離での攻撃が得意など、それぞれが長所・短所を持っている。基本的に射撃と白兵を行うことが出来る。
ハードユニット兵器(HU兵器）
いわゆる人型ロボット。人間的な形を持ち、白兵攻撃ができる。ゲーム上ではHU兵器と表記される。
指揮官専用機
指揮官専用のワンオフ機。量産型のHU兵器よりも高いスペックを持ち、それぞれにその機体特有の特殊能力を持つ。ゲームが進むごとに改修され、そのたびに能力が向上するほか、特殊能力の使用可能回数が増えていく。
イアソン(HU-17X IASON)
アキラ・スドウ専用機。後述のマルスIVをベースとし、アクチュエーターやスタビライザーを強化した機体。後の兵器の強化にも耐えられるようになっている。ビームライフル、レーザーブレード、対艦ミサイルを装備する。
機動攻撃・対艦攻撃・白兵攻撃のいずれにも安定した強さを持つ。特殊能力は「モノアクシス」で、胸部から強力なエネルギー弾を発射し、一直線上に敵を攻撃する、所謂MAP兵器である。
後にHU-17X/1 イアソン2、HU-17X/2 イアソン3、HU-17X/3 イアソンEVへと改修されていく。改修されるごとに能力が平均的に上昇していき、特にイアソンEVへの改修では全能力が飛躍的に上昇する。
カストール(HU-20 CUSTOL)
ディアナ・コッサ専用機。コリンウッド社が新規開発したフレームにパワーユニットBDRを搭載。できる限りの軽量化を行い、高機動性を実現している。スマートなフォルムが特徴。格闘戦（ストラグル）に特化した機体で、レーザーブレードを装備。
高い白兵攻撃力と移動力を持つが、装甲は薄い。特殊能力は「ハイムーブ」で、背部大型ブースターの最大出力により使用したターンのみ12ヘックスの移動力を得る。
後にHU-20E カストールE、HU-20R カストールR、HU-20I カストールIへと改修されていき、白兵攻撃力を中心に能力が向上していく。カストールIへの改修では元々高かった移動力がさらに向上する。
ゼートス(HU-14a ZETOS)
テッド・カーティ専用機。後述のタンタロスをベースとし、パワーユニットBDRを搭載することでベース機の低機動性を補っている。次世代HU用に開発された火気管制システムを持つ。ビームライフル、レーザーブレード、対艦ミサイルを装備。
中距離からの機動・白兵攻撃に優れ、白兵戦もこなせる。装甲が厚く、防御力も高い。特殊能力は「モデイファイ」で、指揮範囲を変更することが出来、変更可能な指揮範囲パターンは改修されるごとに増えていく。
後にHU-14a2 ゼートスⅡ、HU-14b ゼートスβ、HU-14b2 ゼートスβⅡへと改修されていく。ゼートスβへの改修では対艦ミサイルが戦術迎撃ミサイルへと換装され、対艦攻撃能力を失う代わりに長射程にして凄まじい威力を誇る爆撃攻撃が可能になる。ゼートスβⅡになると自己回復能力が備わる。
アイトラー(HU-a23 AITORA)
ジャンヌ・サガン専用機。後述のマイアの開発コンセプトを発展させ、実験的に開発した白兵戦用HU。マイアの欠点である機動性が改善されている。無骨なフォルムを持ち、ビームライフル、ヒートホーク、左腕部にパイルバンカーを装備。
ヒートホークによる白兵攻撃力は凄まじく、ジャンヌの高い白兵攻撃力もあいまって一撃必殺級の破壊力を持つ。対艦攻撃力は平均的だが、機動攻撃力はないに等しいほど低い。特殊能力は「サンクシオン」。左腕部のパイルバンカーを射出し、指定した敵ユニットに防御力無視で最大HPの8割のダメージを与える。
後にHU-a23B アイトラーB、HU-a23H アイトラーH、HU-a23S アイトラーSへと改修されていく。ヒートホークの出力向上により白兵攻撃力を中心に能力が伸びていき、アイトラーSへの改修ではプレイヤーが使用できるユニット中最強の白兵攻撃力とカストールに匹敵する移動力を得る。
アルカス(HU-27X ARUKAS)
オットー・ゲッツ専用機。後方からの支援を想定して設計された機体のため、レーザーブレード等の白兵戦用兵器を装備していないが、背部に2門のレールガンと両腕に大型レーザー砲を装備している。これら大型火器は艦船等に装備されているものであり、長大な射程と大火力を併せ持つ。
長射程の機動・艦船攻撃が可能だが、移動後の攻撃は不可。また白兵攻撃ができず、隣接する相手への機動・艦船攻撃ができないため、懐に潜り込まれると反撃の手段を失ってしまう。装甲は薄い。特殊能力は「ボムバード」。背部レールガンにて超長距離射撃を行い、指定した敵ユニットにダメージを与える。
後にHU-27Xa アルカスEV、HU-27Xb アルカスE2、HU-27Xc アルカスE3へと改修されていく。改修のたびに機動・艦船攻撃力が上昇し、アルカスE3への改修では移動後の機動・艦船攻撃が可能となる。
ティカネテ(HU-26V THIKANETE)
レンテ・ブラーフ専用機。間接攻撃用として開発された試作機。パワーユニットとして高出力のRBH21を使用している。大型の機体だが、脚部大型バーニアによって高機動性を実現している。スペースフレーム構造のため耐久力は低めだが、43ミリ厚の装甲でカバーしている。
移動力が高く機動・艦船攻撃は間接攻撃が可能だが、攻撃力が量産機にすら劣るほど低い。また白兵戦用の装備を持っておらず、懐に飛び込まれると反撃手段を失う。耐久が非常に低く、防御力も設定で言及されるほどには高くない。特殊能力は「リカバリー」で、自機の周囲のユニットの耐久力を一定量回復するが、回復量がそれほど多くなく弾薬は補給されない。搭乗者のレンテの能力の低さもあり、実戦での運用は極めて困難。
後にHU-26VR ティカネテR、HU-26VS ティカネテS、HU-26VG ティカネテGへと改修されていく。他の専用機と比べ改修1回ごとの能力上昇が雀の涙ほどにしかない。最終段階となるティカネテGへの改修でようやく指揮官専用機に相応しい艦船攻撃力と防御力を得るが、耐久と機動攻撃力は低いままである。
ボクデン(HU-24D 卜伝)
ヤス・ムゾレワ専用機。パワーユニットにイアソン同様にBDRを使用し、エネルギーインジェクションを太くすることで各兵装へのエネルギー流入効率を高めている。ビームライフルとレーザーブレードを装備。パイロットであるヤスの意向により極限まで装甲が取り払われている。
機動・艦船・白兵攻撃力全てが非常に高いが、装甲を全く装備していないという設定を反映し、防御力は0。その分耐久は高くなっており撃墜されにくいが、ダメージによる各種能力低下は避けられない。また、移動力は低め。特殊能力は「エクソダス」。胸部からビームを照射し、6方向のHEX一直線上に敵ユニットを攻撃するMAP兵器。
後にHU-24D1 ボクデンカイ(卜伝改)、HU-24D2 ボクデンコウ(卜伝甲)、HU-24D3 シンボクデン(真卜伝)へと改修されていく。改修ごとに白兵攻撃力が飛躍的に上昇していくが、何度改修されても防御力は0のままである。
アエーマ(HU-f23 AEMA)
アルテ・カザルス専用機。マイアの開発コンセプトを発展させ実験的に開発された白兵戦用HU兵器で、アイトラーの姉妹機にあたる。背部に二門のレールガンを装備し間接攻撃が可能。両肘の部分にレーザーブレードを装備している。艦船攻撃用の兵装をオミットすることにより高機動性を実現している。
カストールと同等の移動力を持ち、機動・白兵攻撃力に優れるが、防御力は低め。特殊能力は「ストレート」。アエーマの高機動性とアルテ自身の技量により「敵の死角をつく」マニューバを敢行し、そのターンのみ敵のZOCを無視した移動と、攻撃後の再移動が可能になる。
後にHU-f23/B アエーマB、HU-f23/C アエーマCへと改修されていく。アエーマCへの改修で戦闘機をもしのぐ驚異的な機動性能が実現され、カストール以上の長距離移動が可能となる。
メーデイア(HU-29L MEDEIA)
キディ・ティレル専用機。重力下での運用を前提とした機体で、背部には地上用のウイングとバーニアを装備している。搭載しているパワーユニットは本来ケルベロスやヒュドラ等のGDタイプの兵器で使用されるレプソル454で、宇宙空間では本来の出力を得ることができない。ビームライフルとヒートホークを装備。キディは「メーデイアちゃん」と呼んでおり、愛着を持っているようだが、掃除はメカニックマン任せにしている。ガイドブックでは「メーディア」と記載されている。
高耐久、カストールをも凌ぐ移動力、長射程・移動後攻撃可能・高火力の三拍子揃った対艦攻撃、近接戦用だが非常に威力の高い機動・白兵攻撃を併せ持つ凄まじい性能の機体だが、地上戦専用として開発されているため宇宙空間では性能が全般的に大幅に落ちてしまう。特殊能力は「セレネイド」。周囲にミサイルを乱れ撃ち、半径3ヘックスの敵全てに防御力無視で最大HPの5割のダメージを与える極めて強力な能力である。パイロットのキディの能力も高いことから、地上戦では比類のない段違いの強さを発揮する。
後にHU-29LS メーデイアIIへと改修される。宇宙空間での性能低下の要因であったパワーユニットのレプソル454がレプソル427に換装され、宇宙空間での性能低下が緩和されている。
ガラー(HU-X28 GOLA)
セルゲイ・ジマー専用機。既存のHU兵器の耐久力を可能な限り高めることを目的に新規開発された実験機。マイアに比べ30%増の48ミリ装甲を持ち、強固なカーボンモノコックを流体皮膜で覆っている。戦術迎撃ミサイルを装備する。
設定どおりに防御力・耐久が高い。間接攻撃専用の機動・艦船攻撃能力を持つが、攻撃力は低め。しかしながら、それを補って余りある強力な爆撃攻撃を行うことができる。同じく爆撃能力を持つゼートスと比較して、こちらは射程に劣り移動後の攻撃もできないが、威力で勝る。白兵戦用の装備は持たない。特殊能力は「セルフリペア」。使用した爆撃弾の補充に加え、ガラー自身のHPを全回復する。
後にHU-X28A ガラーS1、HU-X28B ガラーS2、HU-X28C ガラーS3へと改修されていく。改修のたびに耐久・防御力・爆撃攻撃力が向上する。
エウロギア(HU-n31/1 EUROGEAR)
ティモ・トルキ専用機。地球連邦軍側の専用機であり、プレイヤーが使用することはできない。機動性はないが、背部に装備された各種大型火器により長射程射撃が可能な機体である。
移動後攻撃はできないが、非常に射程が長く威力も高い機動・艦船攻撃が可能。白兵攻撃力はそれほど高くないが、遮蔽物や大量の敵ユニットの向こう側から一方的に射撃を行ってくるマップが多く、ティモ自身も高い能力を持つため撃破は容易ではない。特殊能力は「フィリサイド」。背部ビーム砲から極太のビームを照射し、半径3ヘックスの敵全てに防御力無視で最大HPの5割のダメージを与える。
後にHU-n31/2 エウロギアII、HU-n31/4 エウロギアIVへと改修されていく。また、設定上の存在としてエウロギアIIIがある。改修するごとに全能力が飛躍的に向上し、より一層の強敵となって現れる。エウロギアIVになると移動後攻撃が可能になる上、自己回復能力まで備える。
ズィーク(HU-B2C SIEG)
ダーク・クーゲル専用機で、赤い機体を特徴としている。エウロギアと同様にプレイヤーが使用することはできない。機体名「Sieg」はドイツ語で「勝利」を意味する単語である。
間接攻撃可能な機動・艦船攻撃は凄まじい威力を誇り、近接攻撃専用だがそれら以上の威力を持つ白兵攻撃はほとんどのプレイヤー側のユニットを一撃で撃墜に追い込んでしまう圧倒的威力を持つ。耐久が高いうえに防御力も異常な数値となっており、正攻法ではダメージすら与えることができない。移動力もカストールに匹敵し、距離が離れていても驚異の進軍速度で詰め寄ってくる。極めつけに特殊能力「ノクターン」まで備えており、全身に搭載された火器による一斉射撃を行うことで半径3ヘックスの敵全てに防御力無視で最大HPの5割のダメージを与える。特殊能力は名称が違うだけでフィリサイドと全く同一であるが、エウロギアとは比べ物にならない移動力を持つ。
後にHU-B2D ズィークRへと改修される。
量産機
マルスIV(HU-15 MARS IV)
平均的な能力を持つ量産機。ビームライフルとレーザーブレードを装備。右肩部に、大型キャノンを装備。機動・艦船・白兵の3種類の攻撃方法を持つが、特に機動攻撃に優れる。
マイア(HU-19 MAIA)
白兵戦に特化した能力を持つ量産機。ビームライフルとレーザーブレードを装備。ずんぐりとした意匠を持つ。強力な白兵攻撃が可能だが、機動攻撃力は低い。移動力もマルスIVに劣る。
タンタロス(HU-14 TANTALOS)
拠点防衛用の機体。腕に小型ビームを装備して短距離の間接攻撃が可能で、大型のレーザーブレードを持ち、マイアほどではないが強力な白兵能力も持つ。耐久力も高いが、移動力がマルスIVより劣る。
アイアコス(HU-14h AIAKOS)
移動力が低いタンタロスの背部に大型ブースターを装備した機体。見た目通り高い移動力を誇り、ZOC無視の移動が可能。この状態でも機動・艦船攻撃が可能だが、威力は低く間接攻撃もできない。白兵能力は持たない。除装によりブースターをパージし、タンタロスとなることができる。
コイオス(CHU-08 KOIOS)
人型から固定砲台へと変形が可能な機体。人型形態では機動・艦船攻撃の間接攻撃が行え、威力は低いながら白兵攻撃も可能。固定砲台形態では長射程の機動・艦船攻撃が可能である。
ハイアテナ(CHU-07 HI-ATHENA)
人型から航宙攻撃機へと変形が可能な「アテナ」シリーズの最新型。人型形態でも強力な機動・艦船・白兵攻撃と長距離の移動が可能で、航宙攻撃機形態になるとより長距離の移動と強力な爆撃攻撃を行うことができる。
大型ハードユニット兵器(BHU兵器）
HU兵器の火力・耐久力を増強した、通常のHU兵器よりも一回り大きい大型機動兵器。
ペルセウス(BHU-5A PERSEUS)
戦域制圧用の大型機動兵器。重装甲と高耐久を誇り、強力な間接機動・艦船攻撃と、白兵攻撃が可能。移動力が高く、ZOC無視の移動ができる。
プレウローン(BHU-5D PLEURON)
ペルセウスに追加装備を施した機体。その戦力は巡洋艦に匹敵する。ペルセウス以上に強力な機動・艦船攻撃が可能で、長射程の爆撃攻撃が可能。ただし白兵戦闘はできない上、移動力が低くZOC無視の移動もこの形態では不可。また、ペルセウスは空母への着艦が可能だがプレウローンは着艦できない（ドックへの格納は可）。除装により追加装備をパージし、ペルセウスとなることができる。
宇宙戦闘機(FF兵器)
移動力が大きく、爆撃機迎撃など多目的に活用できる。ただし、白兵攻撃には反撃できず、耐久力・防御力とも低い。また、ZOC無視の移動ができる。
テミステー(FF-111 THEMISTHE)
標準タイプの航宙戦闘機。対機動攻撃に特化している。移動力が高く、敵の射程外からの固定砲台の奇襲や、敵爆撃機の迎撃など、機動力を活かした戦術の場面で活躍する。攻撃後に再移動できるため、一撃離脱戦法が可能。
カリス(FF-117 KARIS)
爆撃機。強力な爆撃攻撃が行える上に移動後の再移動が可能。ただし機動攻撃力が貧弱であるため、爆撃弾使用後は補給を行うまで戦闘能力を半ば失ってしまう。耐久が非常に低い。
航宙輸送機(CR兵器)
宇宙空間でのユニットの輸送を行う。破壊されると格納中のユニットも失われるため、慎重な運用が求められる。
カピュス(CR-113 KAPYS)
航宙輸送機。最大4機までの兵器を格納可能。耐久・防御力は低く攻撃能力は持たない。
砲台
対艦および、対機動攻撃力に秀でた砲台。
サルペドーン(SG-2A SARPEDON)
対艦および、対機動攻撃力に秀でた砲台。自力で移動出来ないため、設置は空母または輸送機にて行われる。宇宙マップの場合、小惑星帯にしか設置できない。
ポセイドン(CD-1 POSEIDON)
移動用カプセルに格納された砲台。任意の場所に移動させ、除装によりカプセルをパージし、固定砲台として機能させることができる。一度パージさせてしまうと以降移動はできないため、どこに設置するかが肝要である。サルペドーンよりも射程が長い。
ヘーラー(MGr-42 HERA)
長距離ビーム砲台。レールに沿ってしか移動できないが、移動力が非常に高いため攻撃範囲は広い。いわゆる列車砲。
機雷(MI兵器)
敵の進軍速度を緩めるために設置される機雷兵器。自身は動くことも攻撃することも出来ないが、隣接攻撃に対して反撃することは可能。ZOCで敵を足止めするためのユニット。
セイレーン(MI-A1 SIRENE)
宇宙機雷。耐久力は低いが、防御力が非常に高いため、容易に撃破することができない。隣接する敵ユニットからの機動攻撃にのみ反撃能力を持つが、攻撃力は極めて低く大した損害は与えられない。
パンドラ(MI-A3 PANDORA)
宇宙機雷。前述のセイレーンと形は同じ。耐久力・防御力ともに低いが、非常に高い機動・白兵攻撃力を持ち、隣接攻撃した相手に反撃で大きなダメージを与える。敵に設置された場合、間接攻撃により破壊するのが望ましい。
戦闘用車両(FC兵器)
地上戦で主力となる戦闘用車両。宇宙マップには登場しない。機動攻撃能力を持つが、白兵戦には無力。
クレオーン(FC-64 KREON)
標準装甲車両。装甲は薄いが、高速移動が可能。高い移動力を持ち、隣接攻撃能力を持つ。
オイディプス(FCt-92 OIDIPUS)
戦闘車両。間接攻撃が可能。移動力は標準的。
ライオスII(FC-95 LAIOS II)
旧型の戦車ライオスを元に火力と装甲を強化した重戦車。高い攻撃力を持ち関節攻撃が可能。防御力が高く容易には撃破されない。反面移動力が低い。
輸送車両(TR兵器)
地上でのユニットの輸送を目的とした車両。航宙輸送機同様に破壊されると格納中のユニットも失われるため、慎重な運用を要する。
トロス(TR-RB3 TOROS)
最大4機までのユニットを格納することが可能な輸送車両。耐久・防御力は低く攻撃能力は持たない。
フローティングバイク(GD兵器)
ホバークラフトを発展させ、地上滑空を行なう兵器。
ケルベロス(GD-35 KERBEROS)
戦闘を目的としたフローティングバイク。隣接した敵への機動・艦船攻撃が可能。移動力は高く移動後の再移動も可能。
ヒュドラ(GD-35B HYDRA)
ケルベロスに爆撃兵装を追加したもの。強力な爆撃攻撃が可能。機動攻撃力・移動力はケルベロスに劣る。除装により追加兵装をパージし、ケルベロスとなることができる。

### 艦船
いわゆる宇宙船。能力によって実際の艦船と同じように駆逐艦や巡洋艦などに区分される。総じて白兵戦には無力。
駆逐艦(DD兵器)
高い移動能力を持ち、移動後の再移動が可能な艦船。
ペリボイア(DD-00 PELIBOIA)
標準的な性能を持つ駆逐艦。機動・艦船攻撃が可能。
クレイオス(DD-07 KREIOS)
間接攻撃に特化した駆逐艦。長射程の機動攻撃が可能。移動力はペリボイアより劣る。
巡洋艦(CS兵器)
高い耐久力を持つ大型の艦船。
ダナオス(CS-02 DANAOS)
標準的な性能を持つ巡洋艦。隣接機動攻撃と間接艦船攻撃が可能。
テウクロス(CS-06 THEUKROS)
最新型の巡洋艦。ダナオスを上回る機動・艦船攻撃力を持ち、さらに絶大な威力を持つ爆撃攻撃が可能。
砲撃艦艇(CM兵器)
長射程と高い攻撃力を併せ持つ艦船。ただし近～中距離攻撃ができず移動後の攻撃も不能なため懐に飛び込まれると無力。移動力が低い。
ハルモニア(CM-05 HARMONIA)
対機動兵器戦用に想定された砲撃艦艇。絶大な機動攻撃力を持ち、機動兵器ユニットにとって脅威となる。威力は劣るが艦船攻撃も一応は可能。
カドモス(CM-06 KADMOS)
対艦船用に想定された砲撃艦艇。ハルモニアとは対照的に絶大な艦船攻撃力を持ち、艦船ユニットにとって脅威となる。威力は劣るが機動攻撃も一応は可能。
空母(CV兵器)
機動兵器ユニットを格納することができる。格納されたユニットはドックに格納した場合と同様に耐久と使用した爆撃弾を回復することができる。ただし艦船およびプレウローンは格納不可。装甲は薄く、一応程度の攻撃力しか持たない。
プロメテウス(CV-78 PROMETHEUS)
最大16機までの機動兵器を格納可能な機動母艦。耐久力は艦船として平均程度にはあるが防御力は低い。
ヌエボセレネ(CV-79 NUEVO-SELENE)
プロメテウスの耐久力と防御力を増強した新型機動母艦。プロメテウスにはない特徴としてカタパルトを装備しており、格納したユニットを遠くに射出することができる。

### 施設
司令塔やドック等の施設。
パラス(ME-ICT2 PARAS)
部隊をコントロールする司令塔。自軍のものを破壊されると敗北、あるいは敵軍のものを破壊することで勝利となるマップが多いが、1マップだけ自軍のパラスを囮にして敵軍を誘い出す作戦を実行するマップがあり、そのマップでは破壊されても敗北とはならない。攻撃・反撃能力はない。
デメテル(ME-ICT3 DEMETER)
パラスの耐久力と防御力を向上させた新型の司令塔。パラスと同じく攻撃・反撃能力は持っていない。
ウラノス(ME-DC1 URANOS)
マップ上各地に点在するドック。ユニットを収容することでHPの回復、爆撃弾の補給を行うことができる。指揮官が制圧コマンドでウラノスを制圧すると、中のユニットは制圧した軍のものになる。
E-タンク
エネルギー備蓄の目的で建設されたタンク。ごく一部のマップで登場し、自軍のE-タンクを防衛することや、敵軍のE-タンクを破壊することが目的となっていることが多い。マップによっては、敵軍のE-タンクを破壊することで特殊な効果が発生することがある。攻撃・反撃能力はない。

### その他のユニット
上記に当てはまらない特殊なユニット。全て敵軍のみのユニットである。
ハデス級宇宙要塞
宇宙上の防衛拠点に設置された巨大要塞。7ヘックスを占有する巨大ユニットであり、要塞中心部「コア(HD-C1 CORE)」の周囲6ヘックスを6つの攻撃ユニット「ハデス(HD-F1 HADES)」が取り囲んでいる。ハデス級宇宙要塞が登場するマップでは通常とは異なる自軍BGMが流れ、ハデスの行動中は専用のBGMが流れる。
コアは攻撃能力を持たないものの、周囲に展開される6つの攻撃ユニット・ハデスがすべて破壊されない限り、コアにダメージを与えることができない。またハデス、コア共にモノアクシス等のダメージを与えるタイプの特殊能力を全て無効化する。
後半のマップで登場するものは6つの攻撃ユニット・ハデスのうちのいくつかがより強力な攻撃能力を持つ「ニケ(HD-F2 NIKE)」に換装されており、後のマップで登場するほどその数が増えていく。
また、6方向にランダムに移動する能力を持つものも登場する。移動時にハデスに重なったユニットは残りHPとは無関係に即撃墜となってしまう。
エネルギードライバー・ギガント(ME-PBC GIGANT)
スペースステーションα7に二門搭載された主兵装。20世紀前半にイギリスの理論物理学者ポール・ディラックによりその存在を予見されていた陽電子を利用したポジトロンビーム砲であり、小さな小惑星程度であれば一瞬に消滅させるほどの威力を持つ。作中の時代において最強の威力を持つ兵器と解説されている。
毎ターンの敵フェイズ開始直後にビームの照射を行い、射線上に待機していた全てのユニットを消滅させる。ビームの照射を停止させるためには照射の合間を縫って接近し、破壊しなければならないが、毎ターンビームが発射される上にギガント周辺は多数のユニットで防衛されており、破壊は容易ではない。
なお、特定の条件を満たしていると、ビーム照射の間隔が毎ターンから2ターンごとに伸びる。
タナトス級移動要塞
拠点防衛用兵器。ニケ級要塞を設計基礎とし、各種大型火器および戦術ミサイルを多数搭載した、まさに地上を這う大型宙航戦艦そのものである。
ハデス級宇宙要塞と同様に7ヘックスを占有し、中央のコアユニット「タンクコア(HD-T1 TANK-CORE)」の周囲を6つの攻撃ユニット「タナトス(HD-T4 THENATOS)」が取り囲んでいる。タンクコアは攻撃能力を持たず、攻撃は6つの攻撃ユニット・タナトスが行う。タナトスは高威力の機動攻撃に加え、長射程と凄まじい威力を併せ持った爆撃攻撃能力を持つ。爆撃弾は使用後に補充されるため、ほぼ毎ターン爆撃攻撃を行ってくる。またダメージ系の特殊能力を無効化する。
地球連邦軍本部防衛部隊を壊滅させたアルテミス艦隊に対して最後の切り札として投入され、マップ最上部より出現し、マップ下部に向かって一直線に突き進んでくる。タナトスの移動によりタナトスと重なったユニットは残HPに関わらず即撃墜となる。
撃破するためにはハデス級宇宙要塞同様に6つのハデスを破壊した後、タンクコアを破壊する必要があるが、いずれも非常に高い防御力と耐久を持つため、長期戦を覚悟する必要がある。

## スタッフ
- エグゼクティブ・プロデューサー：和気正則、鬼羅あきら
- プロデューサー：堀尾孝文、永井知彦
- ディレクター：うめずひろあき
- 企画：皆川浩治、塩飽利昭
- プログラマー：平野二郎、垣崎正司
- テクニカル・スーパーバイザー：白水薫里
- グラフィック・デザイナー：白木沢博幸、渡辺里恵香、奥田隆博、加藤陽子、木端あゆみ、百瀬寿、なかしまりょういち、野本英和、笠原圭介、山口英樹
- アート・スーパーバイザー：瓜田智昭、中村伸一、本間寧
- サウンド・プロデューサー：三井啓介
- サウンド・ディレクター：入江茂明
- 音楽：黒岩東彦、川崎康宏
- サウンド・プログラマー：川崎康宏、おきたいっせい
- HUユニット・メカニック・デザイン：大河原邦男、おかざきのぶよし
- TAC.ネーム・プランナー：こんのこじろう、こやままさひろ、たにむらだいすけ、みのだいすけ
- スペシャル・サンクス：安田圭吾、井上佳典、中原繁、川田忠之、三上哲、河野亮太、野沢勝広、佐々木伸 (Team Devil)、松永智史、うちだゆりこ、前田一恵、古川浩史、おのひでゆき、高橋政晴、佐々木伸、（株）サンライズ、（有）CUE

## 評価
ゲーム誌『ファミコン通信』の「クロスレビュー」では合計25点（満40点）、『ファミリーコンピュータMagazine』の読者投票による「ゲーム通信簿」での評価は以下の通りとなっており、19.5点（満30点）となっている。
| 項目 | キャラクタ | 音楽 | お買い得度 | 操作性 | 熱中度 | オリジナリティ | 総合 |
| 得点 | 3.6        | 3.1  | 3.1        | 3.3    | 3.2    | 3.3            | 19.5 |